# Alessandro Beti Rosa
Alessandro Beti Rosa, noto semplicemente come Magrão (San Paolo, 9 aprile 1977), è un ex calciatore brasiliano, di ruolo portiere.

## Palmarès

### Club
- Campionato Pernambucano: 5

Sport: 2006, 2007, 2008, 2009, 2010
- Coppa del Brasile: 1

Sport: 2008